# Behind the Front (film 1919)
Behind the Front è un cortometraggio muto del 1919. Il nome del regista non viene riportato nei credit del film.

## Produzione
Il film fu prodotto dalla Century Film.

## Distribuzione
Distribuito dall'Universal Film Manufacturing Company, il film - un cortometraggio in due bobine - uscì nelle sale cinematografiche USA il 12 febbraio 1919.